# Laokoon

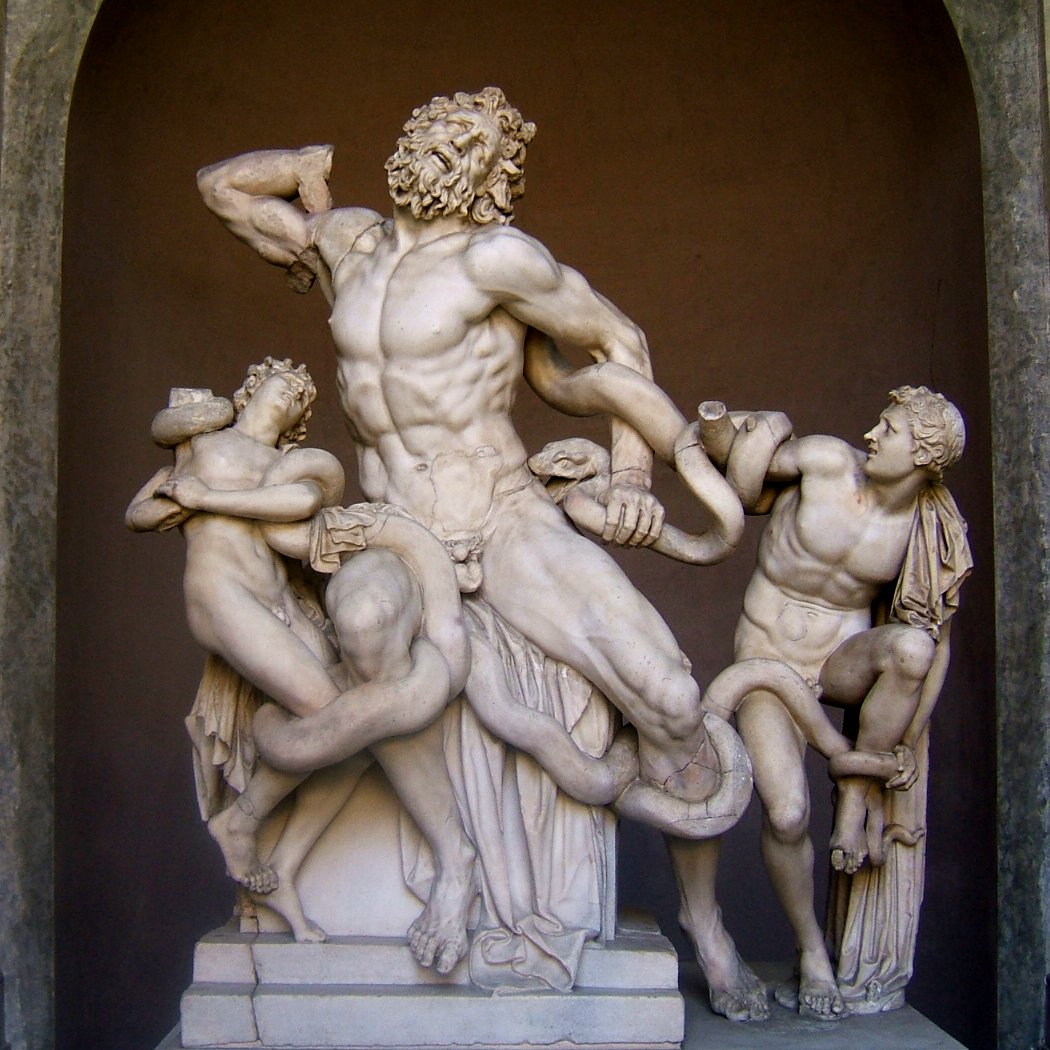
Laokoongruppen, marmorstaty från första århundradet efter Kristus, i Vatikanmuseerna.

Laokoon [laåkåån], klassisk grekiska: Λαοκόων, var en trojansk präst i grekisk mytologi, bror till Anchises.
Vid slaget om staden Troja gömde sig grekiska soldater i en stor trähäst. Laokoon var den som varnade trojanerna för att föra in trähästen i staden, och var på väg att kasta sitt spjut mot hästens buk och därigenom avslöja de där gömda grekerna. Han och hans söner kvävdes till döds av två från Tenedos framsimmande jätteormar som trängde upp ur havet, vilket trojanerna tolkade som ett tecken på att han hade fel. Laokoons saga skildrades bland annat av Vergilius i Aeneiden.

## Ur VergiliusAeneiden
| ”                                                                 | Men en annan, hemskare syn får vi stackare plötsligt skåda, som slår med skräck våra intet anande hjärtan. Vald av lotten till präst har Laokoon just vid Poseidons altare slaktat en kraftig tjur högtidligt åt guden. Fram över lugna djup (jag ryser vid skildringen) nalkas då från Ténedos' ö, med väldiga ringlingar, tvenne ormar, klyvande havets våg, med kurs emot stranden. Brösten lyfter de upp mellan böljorna, blodröda kammar reser sig högt ur vågors svall, och på ytan av vattnet glider det övriga; ryggarna kröks i högvälvda bukter. Skummet brusar allt mer, och snart når de land; deras ögon brinner, färgade röda av blod och eld, och de slickar hotfullt väsande gap med snabba och spelande tungor. Dödsbleka flyr vi åt alla håll. Mot Laokoon styr de, tvekar inte om färdens mål. Kring hans båda små söners kroppar slingrar sig djuren först i ohyggligt famntag, slukar sen bit för bit de armas döende lemmar. Nästa byte blir fadern som väpnad rusar till bistånd. I spirallika slingor fjättrar de honom och virar två varv runt midjan ryggarnas fjäll, och två kring hans strupe, sträckande hals och huvud högt över hjässan på offret. Knutarna söker han slita isär med händerna fåfängt medan hans bindlar begjuts av det svarta, giftiga ettret; fasansfulla är ropen han högt mot stjärnorna sänder. Sådana bölanden uppger en tjur som sårad vill rymma altaret, skakande av en felriktad yxa från nacken. Krälande flyr reptilerna strax; de söker den höga helgedomen på bergets topp, den grymma Tritonias borg och tar skydd vid gudinnans fot, under skölden av koppar. | „ |
| – Vergilius, Aeneiden, rad 199–227; översättning Ingvar Björkeson | |   |

I Vatikanmuseerna finns en staty från hellenistisk tid av Laokoon och hans söner, den så kallade Laokoongruppen. Skulpturen återfanns i Rom 1506 och köptes av påven Julius II för att placera den i Vatikanen. En gipsavgjutning från 1698 beställd av slottsarkitekten Nicodemus Tessin den yngre finns på Konstakademien i Stockholm.